# Stearyniany
Stearyniany – sole i estry kwasu stearynowego. Jon stearynowy to C17H35COO−. Stearyniany jako sole są tłustymi ciałami stałymi o barwie białej lub żółtej i stosunkowo niskiej rozpuszczalności w zimnej wodzie. Sole stearynowe są szeroko wykorzystywane w przemyśle kosmetycznym oraz jako surfaktanty.

Struktura jonu stearynianowego

## Przykłady
Sole
- Stearynian litu, Li(C17H35COO)
- Stearynian sodu, Na(C17H35COO) – składnik mydeł,
- Stearynian wapnia, Ca(C17H35COO)2 – dodatek do zasypek,
- Stearynian magnezu, Mg(C17H35COO)2 – dodatek do zasypek,
- Stearynian glinu, Al(C17H35COO)3 – do produkcji farb, lakierów, pudrów, zasypek, środków impregnujących,
- Stearynian miedzi(II), Cu(C17H35COO)2 – do produkcji farb,
- Stearynian cynku, Zn(C17H35COO)2 – surowiec w przemyśle gumowym.

Estry
- Stearynian etylu, C17H35COOC2H5
- Stearynian 2-hydroksyetylu, C17H35COOCH2CH2OH
- Stearynian askorbylu, C24H42O7